# Stadio Nabi Abi Chedid
Lo Stadio Nabi Abi Chedid è un impianto sportivo situato a Bragança Paulista, in Brasile. Lo stadio è usato principalmente per le gare casalinghe del RB Bragantino. L'impianto ha una capienza di 17 725 posti a sedere.

## Storia
Lo stadio è stato costruito in 32 giorni, per mano di un movimento popolare guidato dell'allora presidente del Bragantino Nabi Abi Chedid. Inizialmente fu denominato Estádio Parque das Pedras, poi solo Estádio das Pedras. La partita inaugurale fu giocata nel 1949, quando il Bragantino batté il Mogina di Campinas col punteggio di 2-1. Il record di spettatori si è avuto nel 1990, quando a un match di Campionato Paulista tra Bragantino e Novorizontino hanno assistito circa quindicimila spettatori.
Fino al 2009, quando lo stadio è stato intitolato a Nabi Abi Chedid, l'impianto era intitolato a Marcelo Stéfani, ex calciatore e presidente del Bragantino.